# Bematistes epiprotea
Bematistes epiprotea é uma borboleta da família Nymphalidae. Pode ser encontrada no sul da Nigéria, Camarões, Gabão, República do Congo, parte sul da República Democrática do Congo, Sudão e Tanzânia ocidental. O habitat da borboleta encontra-se em florestas de várzea.
As larvas alimentam-se de espécies de Barteria.